# めくりめくる
『めくりめくる』は、拓による日本の漫画である。『月刊コミックガム』（ワニマガジン）において、2010年5月号より2014年8月号まで連載された。岡山県倉敷市を舞台とし、思春期の少年少女らの青春模様がオムニバス形式で描かれている。2010年10月からは、倉敷市が漫画とタイアップした観光PRキャンペーンを展開している。

## 概要
倉敷市出身で、2010年現在も岡山県に在住する拓が、同市を舞台とした高校生の何気ない日常や心情を一話完結のオムニバス形式。で描いた作品。倉敷駅、倉敷美観地区など、倉敷市内の風景や観光名所が随所に登場し、その背景は繊細でリアルに描かれている。拓にとっては、初の連載作品となる。
『コミックガム』の担当者が、拓のWEBサイトもしくは同人誌を見て、声を掛けたのが誕生するきっかけ。担当者に倉敷を舞台にすることを提案され、拓自身も倉敷の雰囲気が描きたい作風に近いと考え、描くことを決意した。
実在の土地、場所を舞台としているが、読者へマイナスイメージを抱かないように作者が気を付けており、あえて実在の風景とはちょっと違う部分を作ったりもしている。また、企業や店の看板名は描かないように気を配っている。同時に、描かれる学校や制服についてはモデルがなく、いずれも架空のものである。
2010年10月25日の単行本第1巻発売に合わせ、倉敷市と倉敷観光コンベンションビューロー、ワニブックスが合同で本作品とタイアップした観光PRキャンペーンを展開した。2012年現在も、単行本発売と合わせたキャンペーンが展開されている（後述）。

## あらすじ
倉敷市の四季折々の風景をバックに、学生たちの何気ない日常生活を一話完結のオムニバス形式で描いている。全話を通じて登場する人物はいないが、Chapter18と19（第3巻所収）では同一場面を女子高生視点、男子高生視点で別々に描くなど、一部で共通して登場する人物が出てくることはある（例として、Chapter21と22など）。
会話はいずれも標準語であり、岡山弁ではないことに違和感を抱く人もいる。

## 作品の影響
ワニブックスが倉敷市に提案し、2010年10月25日の単行本第1巻発売に合わせ、倉敷市と倉敷観光コンベンションビューロー、ワニブックスが合同で観光PRキャンペーン「めくりめくる倉敷」を展開した。市内の公共施設向けには、登場人物が美観地区をバックに描かれたものが、書店向けには単行本第1巻の表紙と同じくJR倉敷駅のホームをバックに描かれたものが、計約100枚製作され、掲示された。また秋葉原や新宿のコミック専門店で、客に倉敷観光のチラシを配布した。第1巻は市内の図書館6か所での貸し出しもされた。ワニブックスが発行する『コミックガム』2010年12月号（10月26日発売）では、キャンペーンの模様が特集された。
自治体が観光・地域振興に漫画やアニメを活用した例はいくつもあるが、新人の漫画が採用されたのは珍しいと指摘されている。
2011年6月25日の第2巻発売でも引き続きキャンペーンが行われ、第2巻限定盤では作中に登場した観光スポットの解説や地図を収録したフルカラー小冊子が付いた。首都圏や関西圏、中四国地方（岡山除く）の主要書店で、同様の地図を載せた「旅のしおり」約2万部を無料配布し、持参して倉敷市観光課か倉敷館（美観地区内）でスタンプを押せば、描き下ろした美観地区と鷲羽山の2種類のクリアファイルのいずれかをプレゼントするキャンペーンが行われた。第2巻発売のキャンペーンで、8月上旬までに北海道や東京、大阪、広島などから約50人が訪れたと、倉敷市の担当者は話している。2011年7月3日までパリで開催されたJapan Expoには主催者招待で出展し、本キャンペーンを紹介している。
同様のキャンペーンは、2012年3月24日の第3巻発売でも行われた。
イオンは2011年7月20日より、電子マネーWAONのカードに、拓が美観地区をデザインした「めくりめくる倉敷WAON」の販売を西日本のイオングループ約50店舗で始めた。イオンが倉敷市と締結した「地域貢献包括提携協定」の一環であり、利用者が同カードで買い物した金額の0.1％が市の「倉敷ふるさと応援基金」に寄付される。
2011年8月12日から東京国際展示場（東京ビッグサイト）で開かれたコミックマーケット80では、倉敷市がワニブックスと共同でブース「月刊コミックガム　岡山県倉敷市観光課　共同出展」を設け、本作品とタイアップした観光PRや限定グッズの販売を行った。コミックマーケットへ自治体が正式に参加したのは、初めてである。
2012年8月、めくりめくる倉敷観光イメージソング「目にはさやかにみえねども」（作詞interface、作・編曲Bermei.inazawa、歌茶太）が、プロモーションビデオとともに公開された。元々は第4巻初回限定盤に付けられる予定のイメージソングの歌詞を変え、公開された。

## 書誌情報
- 拓 『めくりめくる』 ワニマガジン〈ガムコミックスプラス〉、既刊3巻（2012年9月1日現在）
  - 1巻 2010年11月10日発行、ISBN 978-4-8470-3752-8
  - 2巻・初回限定版 2011年7月10日発行、ISBN 978-4-8470-3777-1
    - 描き下ろし漫画、未公開イラスト、設定ラフ画、倉敷市の観光スポットを紹介した『倉敷観光ガイドマップ［2011年度版］』を収録したフルカラー小冊子が付いている。

  - 2巻・通常版 2011年7月10日発行、ISBN 978-4-8470-3776-4
  - 3巻・初回限定版 2012年4月10日発行、ISBN 978-4-8470-3796-2
    - 倉敷名産のデニム地を使った特製ブックカバー（拓描き下ろしイラストプリント）が付いている。

  - 3巻・通常版 2012年4月10日発行、ISBN 978-4-8470-3804-4